# تصادم مرن

حركة الذرات والجزيئات في الغاز من التصادم المرن. وتعبر درجة حرارة الغاز عن متوسط طاقة حركة الذرات والجزيئات. ملحوظة: خفضت السرعات الحقيقية لذرات الغاز في هذه الصورة نحو 1000.000.000.000 مرة

في التصادم المرن تكون طاقة الحركة الكلية بعد التصادم مساوية لطاقة الحركة الكلية قبل التصادم. فالتصادم المرن يحدث فقط عندما لا يتحول أي جزء من طاقة الحركة خلال التصادم إلى طاقة من نوع آخر. وخلال التصادم تتحول طاقة الحركة أولا إلى طاقة وضع مصحوبة بقوة رد فعل طاردة بين الأجسام، وبعدها تتحول ثانيا إلى طاقة حركة منقسمة على الأجسام بحسب كتلة كل منها. ويعتبر تصادم جزيئات الهواء من جزيئات أكسجين وجزيئات نيتروجين نوعا للتصادم المرن.
ولكن من أجل الحفاظ على دقة القول فعند اصتدام الجزيئات أو الذرات في الحالة الغازية أو السائلة قليلا ما يحدث التصادم المرن المثالي، فبعض من طاقة الحركة تأخذها بعض الجزيئات كطاقة دورانية أو طاقة اهتزازية بحسب ما لها من إمكانيات (إمكانيات الجزيئ للحركة الانتقالية، أو الحركة الدورانية أو الحركة الاهتزازية، تُسمي درجة حرية الجزيء). ففي حالة الغازات تعتبر نصف التصادمات غير مرنة وهذا معناه أن جزءا من طاقة الحركة الابتدائية تتحول إلى أنواع أخرى من الطاقة.
وفي حياتنا العادية لا يحدث التصادم المرن بشكل مثالى مطلقاً، إلا أن الأقرب لهذا المفهوم هو ما يحدث في حالة اللعب بالكرة أو لعب البلياردو، فهذا النوع من التصادم قد يعتبر تصادما مرنامع إهمال الطاقة المتحولة لأشكال أخرى مثل الاحتكاك.

## معادلات التصادم أحادي المحور (التصادم المستقيم)
نعني بالتصادم أحادي المحور أن التصادم يحدث هنا على خط مستقيم بدون حدوث أي زوايا تتخذها الأجسام بعد الاصطدام. 
نفرض أن لدينا جسمان 1 و 2 وكتلة كل منهما m والسرعة u قبل التصادم و v بعد التصادم. فتتساوى طاقة الحركة قبل وبعد التصادم، وكذلك يتساوى كمية التحرك قبل وبعد التصادم. وطبقا للمعادلة العامة لنيوتن لكمية الحركة والتي تنص على:
{\displaystyle m_{1}\,u_{1}+m_{2}\,u_{2}=m_{1}\,v_{1}+m_{2}\,v_{2}}
إذا ً بالمثل، فطاقة الحركة قبل وبعد التصادم يستحسن أن تكون متساويتان، أي أن:
{\displaystyle {\frac {m_{1}u_{1}^{2}}{2}}+{\frac {m_{2}u_{2}^{2}}{2}}={\frac {m_{1}v_{1}^{2}}{2}}+{\frac {m_{2}v_{2}^{2}}{2}}.}
وكمية التحرك الكلية متقاربتان قبل وبعد التصادم، أي أن:
{\displaystyle \,\!m_{1}v_{1}+m_{2}v_{2}=m_{1}u_{1}+m_{2}u_{2}.}
ولكن ذلك قد يكون مرهقا. ويمكننا تلافي تلك الصعوبة باختيار سرعة أحد الجسمين صفرا، أي أننا نضع {\displaystyle \ v_{1}} == 0 أو {\displaystyle \ v_{2}} == 0 وهذه العملية تعادل تغيير مختبر المشاهدة. ولكن النتيجة لا تتغير بتغير مختبر المشاهدة، إذ يمكننا بعد الحصول على إحدى السرعات الرجوع إلى مختبرنا الأول لحساب السرعة الثانية.
فبمجرد وضع إحدى السرعتين = 0 يمكننا حل المعادلتين بسهولة، فنحصل على:
{\displaystyle v_{1}={\frac {u_{1}(m_{1}-m_{2})+2m_{2}u_{2}}{m_{1}+m_{2}}}} , {\displaystyle v_{2}={\frac {u_{2}(m_{2}-m_{1})+2m_{1}u_{1}}{m_{1}+m_{2}}}}
وبالتالي:
{\displaystyle \ v_{1}=u_{1}} , {\displaystyle \ v_{2}=u_{2}}.
وإلى هنا تبدو تلك المعادلة الأخيرة كما لو لم يحدث تصادم على الإطلاق، ولكن لنتريث قليلا.
فعلى سبيل المثال، إذا كان لدينا كرتان مختلفتي الكتلة Ball 1 و Ball 2 ومختلفتي السرعة، قبل التصادم:
Ball 1: mass = 3 kg, v = 4 m/s
Ball 2: mass = 5 kg, v = −6 m/s
وبعد التصادم:
Ball 1: v = −8.5 m/s
Ball 2: v = 1.5 m/s
(ملحوظة: السرعة من القيم المتجهة. لهذا إذا تحركت الأولي من اليمين إلي السار فتكون القيمة المتجهة لسرعتها موجبة، أما الكرة التي تتحرك من اليسار إلي اليمين فتكون سرعتها المتجهة سالبة.)
نستخلص من القيم قبل التصادم وبعده المعادلة:
{\displaystyle \ v_{1}-v_{2}=u_{2}-u_{1}}
شرح الحل:
باستعمال معادلة طاقة الحركة نحصل على:
{\displaystyle \ m_{1}(v_{1}^{2}-u_{1}^{2})=m_{2}(u_{2}^{2}-v_{2}^{2})}
{\displaystyle \Rightarrow m_{1}(v_{1}-u_{1})(v_{1}+u_{1})=m_{2}(u_{2}-v_{2})(u_{2}+v_{2})}
وبالنسبة إلى معادلة كمية الحركة نحصل على:
{\displaystyle \ m_{1}(v_{1}-u_{1})=m_{2}(u_{2}-v_{2})}
وبقسمة معادلة «طاقة الحركة» على معادلة «كمية الحركة»، نحصل على:
{\displaystyle \ v_{1}+u_{1}=u_{2}+v_{2}}
{\displaystyle \Rightarrow v_{1}-v_{2}=u_{2}-u_{1}}
ونجد النتائج الآتية:
- تنعكس السرعة النسبية لإحدي الكرات بالنسبة للكرة الأخرى بعد الاصطدام،
- متوسط كمية تحرك كل كرة قبل وبعد التصادم متساوية.

(هذا مع إهمال قوى الاحتكاك !) كما لا يحدث في التصادم المرن تهشم ولا انبعاج، فتلك من خصائص التصادم غير المرن.

تصادم مرن لجسمين متساويا الكتلة

وكما كان متوقعا، فالحل لا يتغير إذا قمنا بإضافة ثابت إلى جميع السرعات قبل وبعد الاصطدام. وهذا يعادل إمكانية اختيار مختبر متحرك (أو مشاهد متحرك) بسرعة ثابتة، فهذا لا يؤثر على النتيجة، وبذلك يتحقق قانوني انحفاظ طاقة الحركة وانحفاظ كمية الحركة.

تصادم مرن لجسمين في مختبر متحرك بسرعة ثابتة